# مرگ محمد ضیاءالحق
محمد ضیاءالحق در تاریخ ۱۹ اوت ۱۹۸۸ در اسلام‌آباد به خاک سپرده شد. وی بر اثر سقوط مشکوک هواپیما در تاریخ ۱۷ اوت ۱۹۸۸ مرده بود. نظریه‌های توطئه زیادی پیرامون مرگ وی وجود دارد به خصوص که در آن هواپیما افراد برجسته سیاسی و نظامی دیگری نیز حضور داشتند. یکی از کشته شدگان، سفیر آمریکا در پاکستان بود.

## تحقیق در مورد سقوط هواپیما
دولت آمریکا گروهی از افسران نیروی هوایی خود را برای کمک به پاکستانی‌ها در انجام تحقیقات پیرامون سقوط هواپیما فرستاد. گروه آمریکایی و گروه پاکستانی به نتاجی کاملاً متفاوت نسبت به یکدیگر دست یافتند. گزارش آمریکایی‌ها سقوط هواپیما را مشکل فنی در هواپیما و بی تجربگی خلبان پاکستانی در مواجهه با این مشکل اعلام کرده بود. گروه پاکستانی علت سقوط هواپیما را خرابکاری معرفی کرد. آنها شواهد قاطع برای بروز انفجار در هواپیما نیافتند ولی اعلام کردند که مواد شیمیایی که می‌توانند برای انفجار به کار برده شوند در هسته‌های میوه انبه که در ساخت طناب به کار برده شده در هواپیما وجود داشته است.

## نظریه‌های توطئه
به طور کلی کشورهای آمریکا، هند، افغانستان، شوروی، و اسرائیل متهم به دست داشتن در این توطئه هستند. علاوه بر این رقبای محمد ضیاءالحق در داخل پاکستان نیز به دست داشتن در این توطئه متهم می‌شوند.

## کا گ ب یا سیا
توهم توطئه‌ای متداول در پاکستان در مورد سقوط این هواپیما این است که این حادثه توسط کا گ ب یا سازمان سیا انجام شده است. یکی از این نظریه‌ها این است که سیا به خاطر حمایت محمد ضیاءالحق از مجاهدین (افغانستان) سیا با کار گذاشتن وی‌ایکس (عامل اعصاب) در میوه انبه باعث سقوط این هواپیما شده است.
نظریه‌ای دیگر این است که کا گ ب برای انتقام گیری از روابط خوب بین پاکستان و آمریکا و حمایت پاکستان از مجاهدین افغانستان در جنگ با نیروهای شوروی عامل سقوط این هواپیما بوده است.
گزارش‌هایی مبنی بر اینکه سفیر آمریکا چند دقایق مانده به پرواز برای شرکت در آن دعوت شده بود به تقویت نظریه‌های توطئه دامن زد. یکی دیگر از نظریه‌های توطئه بر مبنای توطئه‌ای فراگیرتر بنا نهاده شده است، که کنار گذاشتن رهبر مستقل یک کشور اسلامی هدف اصلی این توطئه عنوان شده است.

## پاکستان
برخی بر این باورند که گروههای پاکستانی مخالف محمد ضیاءالحق، به رهبری مرتضی بوتو (برادر بی‌نظیر بوتو) در سقوط این هواپیما دست داشته‌اند. پسر محمد ضیاءالحق یک سال پس از این حادثه اعلام کرد که مطمئن است که مرتضی بوتو در این حادثه دست داشته است. بی‌نظیر بوتو بر این باور بود که سقوط این هواپیما کار خدا بوده است. خوشحالی بی‌نظیر بوتو در زمان مرگ محمد ضیاءالحق توسط طرفداران محمد ضیاءالحق مورد سرزنش واقع شد. پدر بی‌نظیر بوتو به دستور محمد ضیاءالحق به دار آویخته شده بود.
نظر دیگر در این رابطه این است که یکی از افسران نیرو هوایی به نام میرزا اسلام که قرار بود در هواپیمایی دیگر هواپیمای حامل محمد ضیاءالحق را همراهی کند به جای این کار با هواپیمای خود به سمت اسلام‌آباد پرواز کرد. پسر محمد ضیاءالحق او را به دست داشتن در قتل پدرش متهم کرد.

## خلبان
خلبان هواپیما مشهود حسن، قبل از انجام این پرواز به یکی از دوستان خود گفته بود که محمد ضیاءالحق را مسئول کشته شدن رهبران مذهبی محلی می‌داند و روزی که محمد ضیاءالحق با او پرواز کند، پرواز آخرش خواهد بود.

## موساد
جان گونتر دین، سفیر سابق آمریکا در هند، در سال ۲۰۰۵، موساد را عامل سقوط این هواپیما دانست. از نظر او موساد برای انتقام از رهبر تنها کشور اسلامی که مجهز به سلاح هسته‌ای است و پایان دادن به تاثیر گذاری بر سیاست‌های خارجی آمریکا توسط پاکستان این کار را انجام داده است.